# Lamborghini Gallardo
Lamborghini Gallardo – supersamochód klasy średniej produkowany przez włoską markę Lamborghini w latach 2003 - 2013.

## Historia i opis modelu

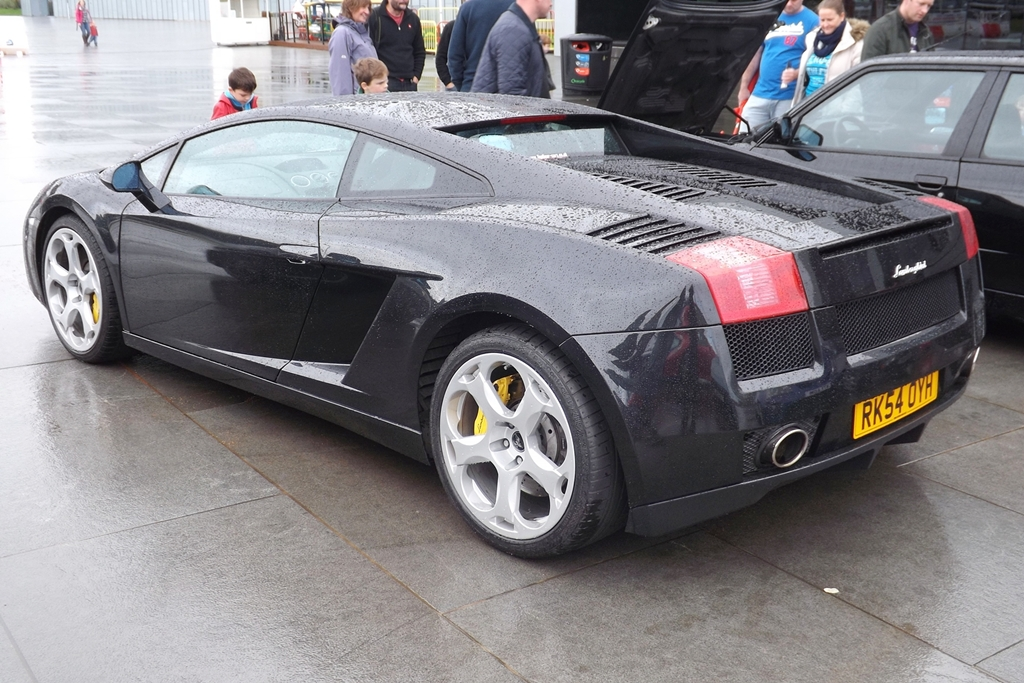
Lamborghini Gallardo - tył

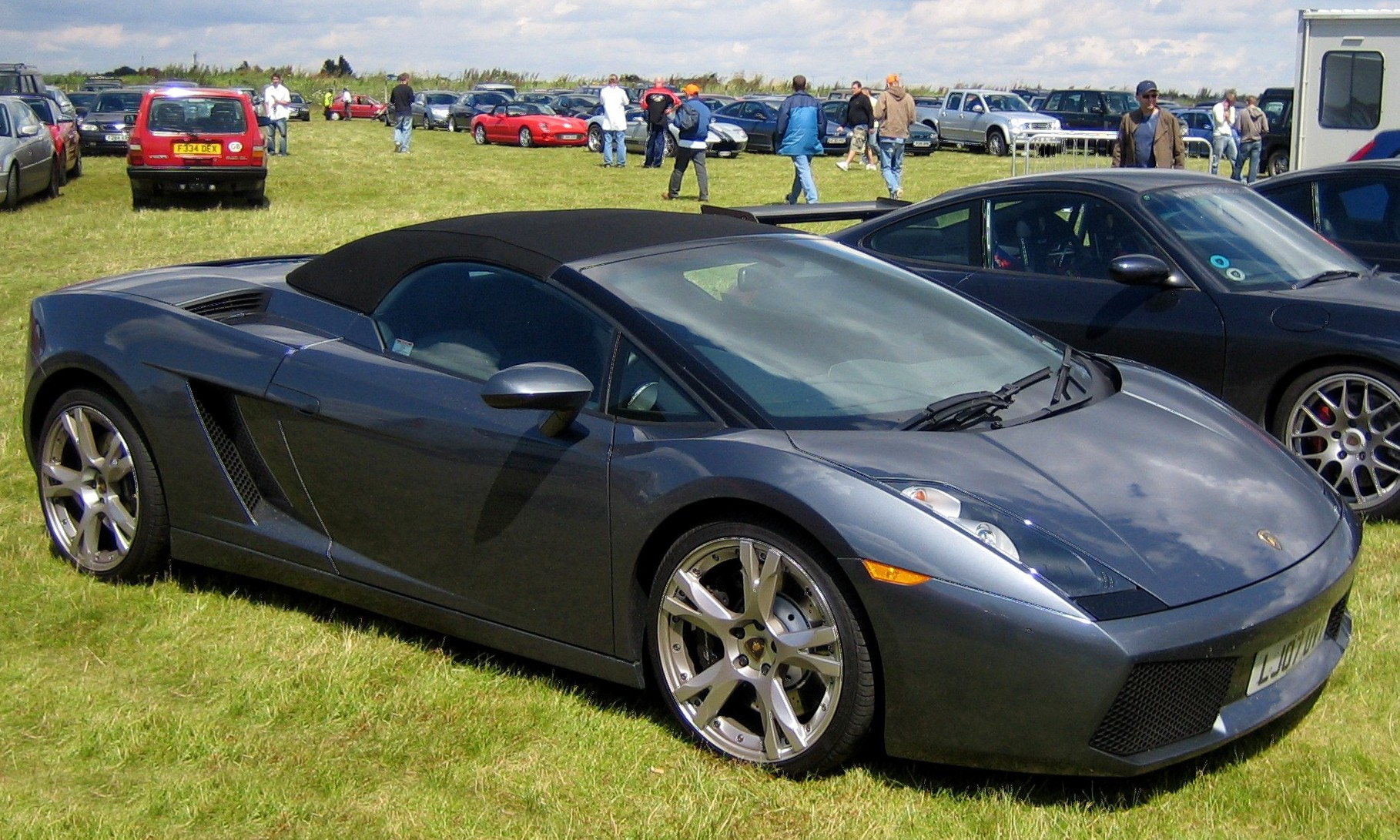
Lamborghini Gallardo Spyder

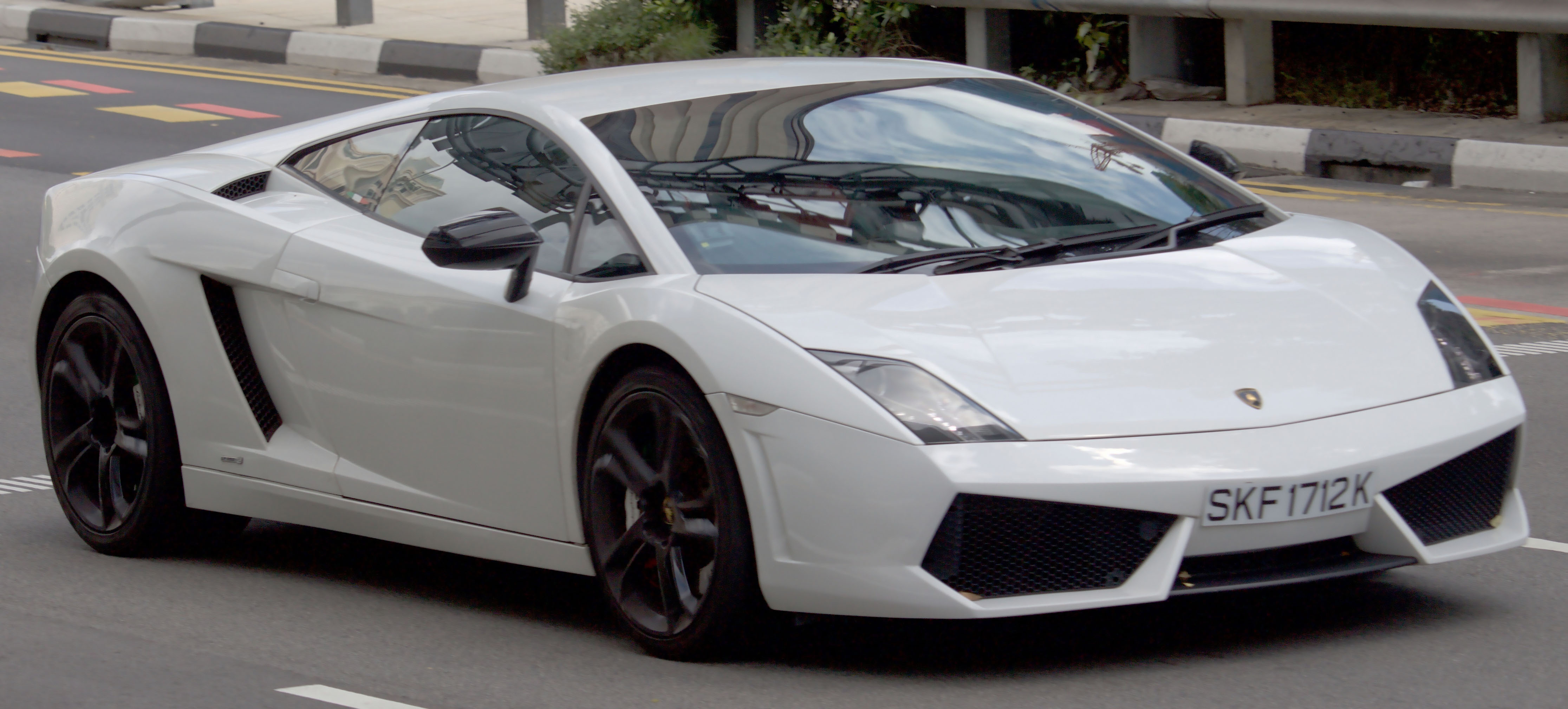
Lamborghini Gallardo po liftingu

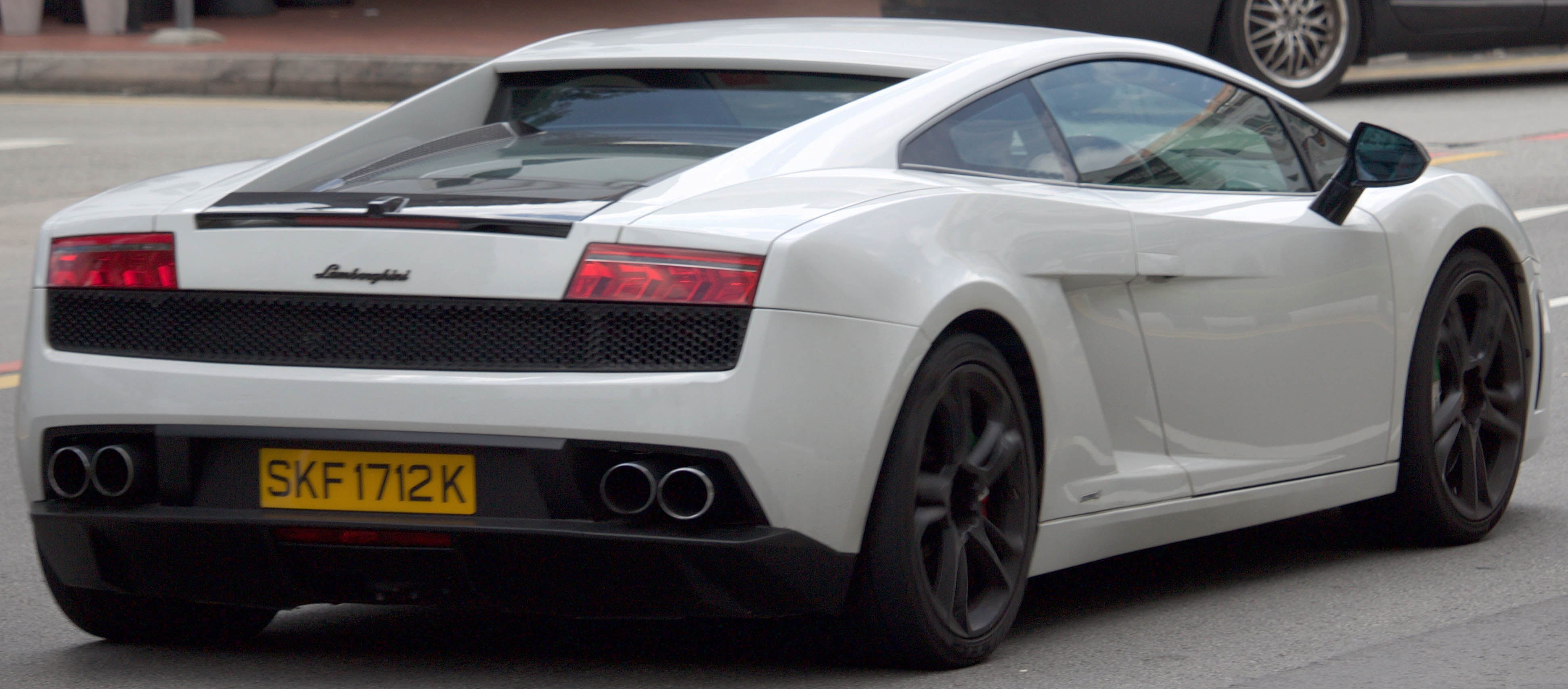
Lamborghini Gallardo - tył po liftingu

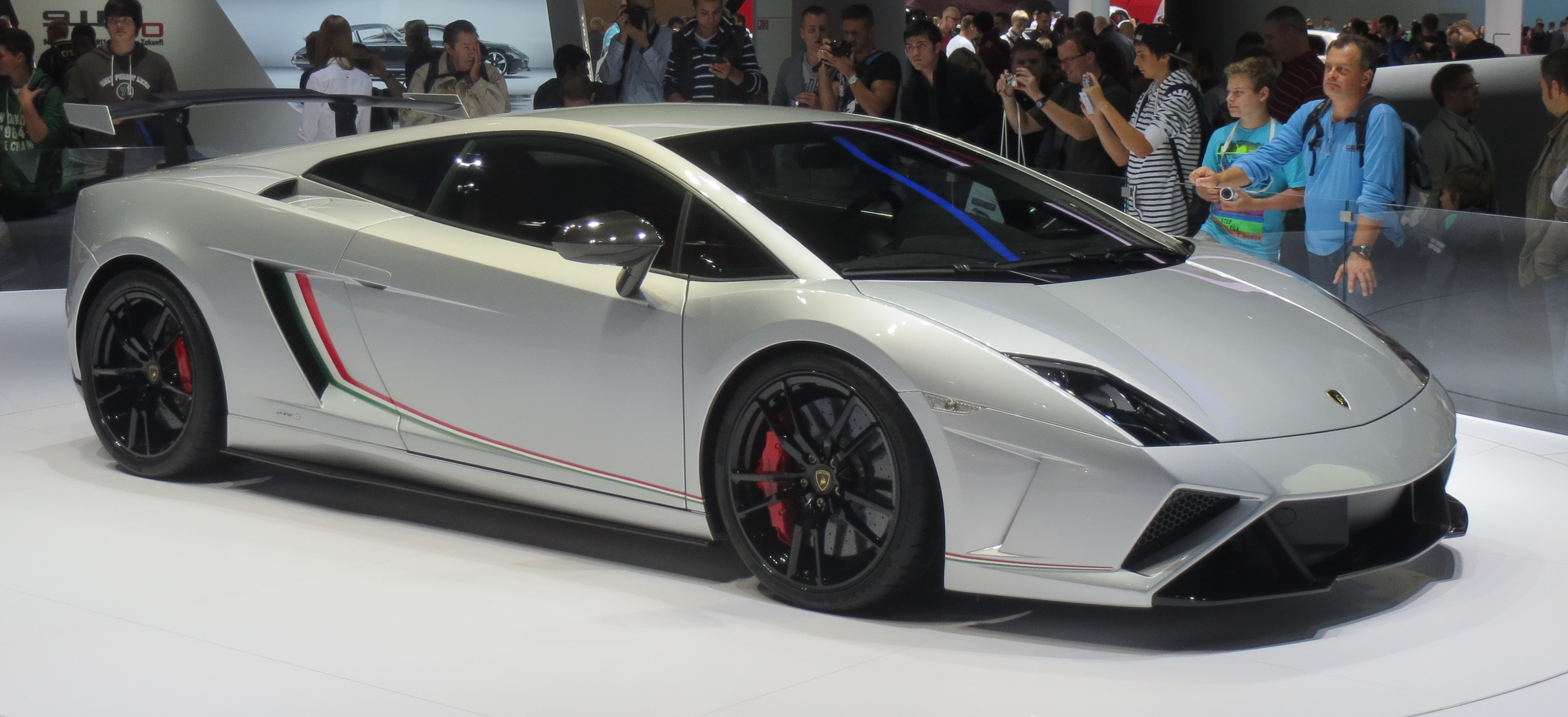
Lamborghini Gallardo LP570-4 po drugim liftingu

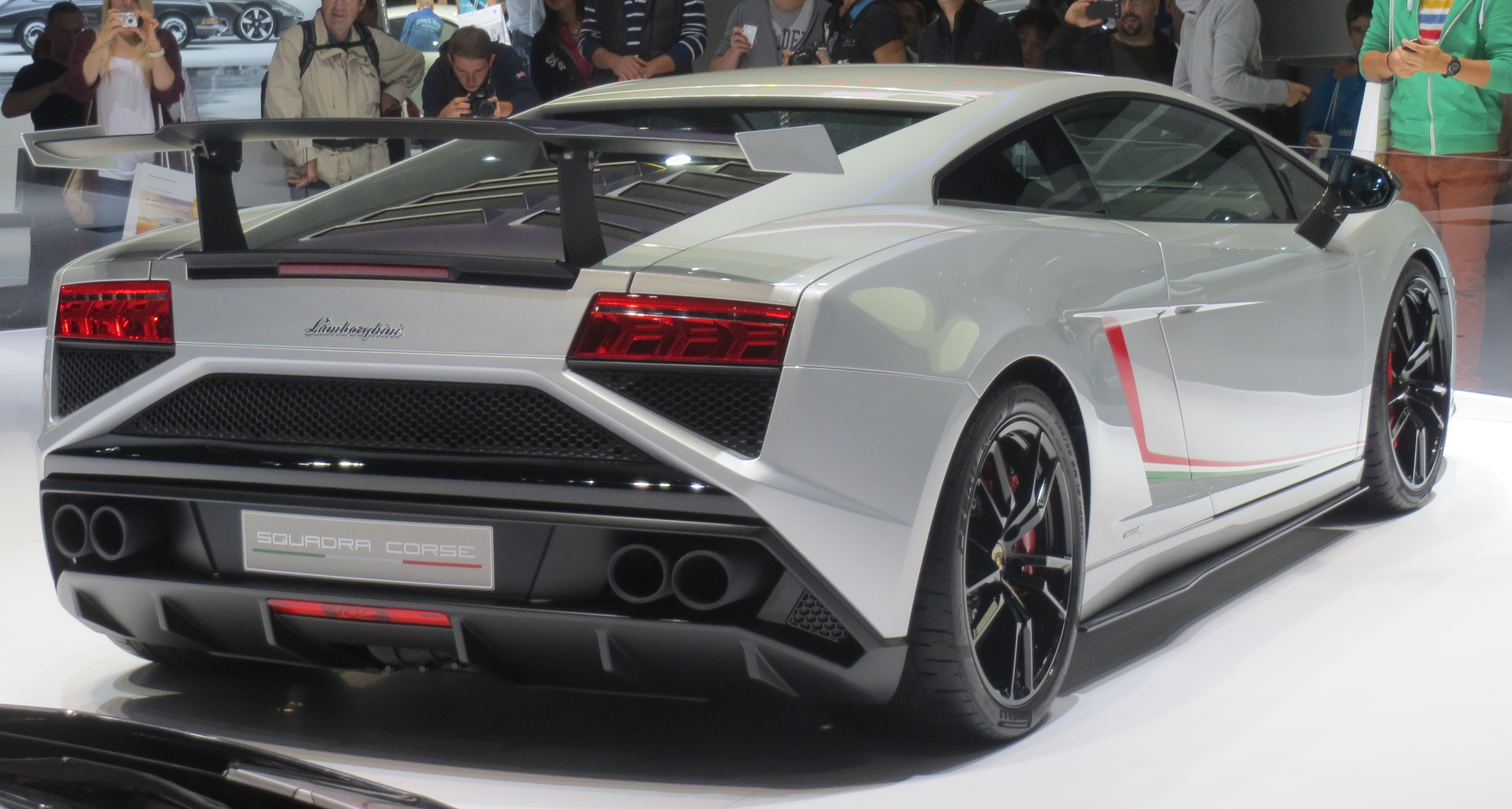
Lamborghini Gallardo LP570-4 - tył po drugim liftingu

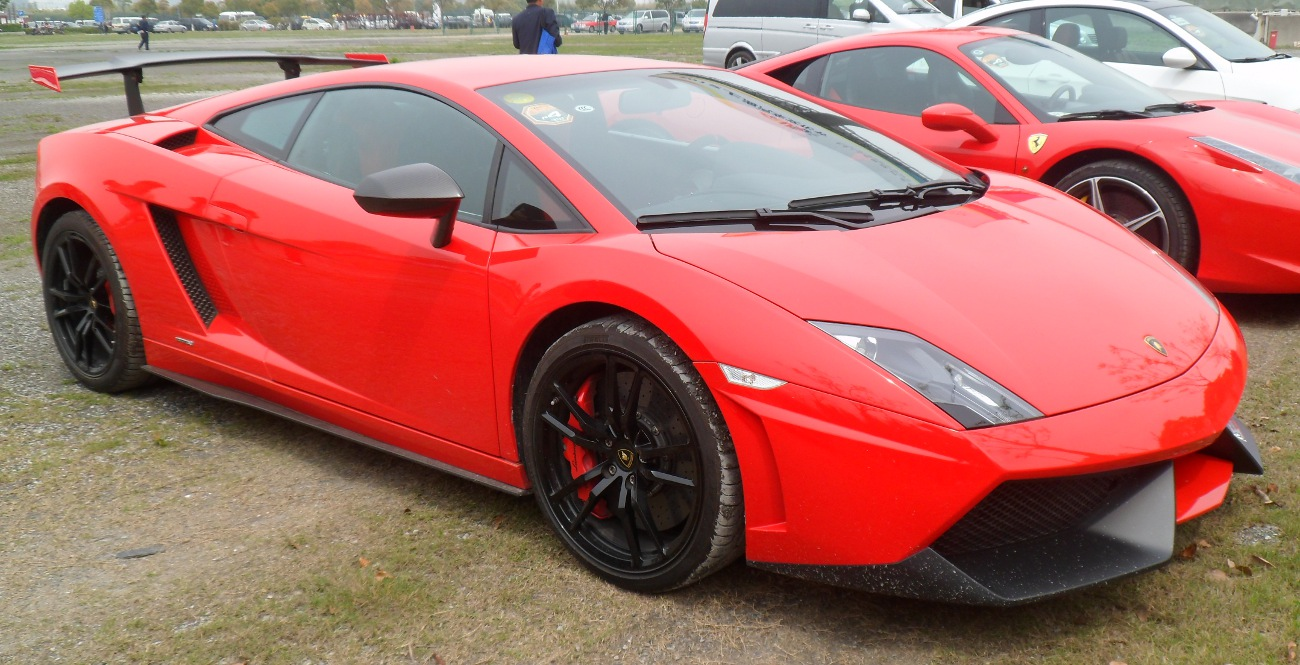
Lamborghini Gallardo LP570-4 Super Trofeo Stradale

To stosunkowo niewielkie, dwumiejscowe auto. Posiada ramę podłogową typu spaceframe (aluminiowa przestrzenna) i aluminiową karoserię, stały napęd na cztery koła ze sprzęgłem wiskotycznym i montowany centralnie-wzdłużnie silnik V10 o pojemności 5,0 l, benzynowy z wielopunktowym wtryskiem paliwa. Skrzynia sześciobiegowa, manualna, (opcjonalnie sekwencyjna). W roku 2005 jego moc zwiększono o 20 KM i obecnie ma 560 KM. Średnie zużycie paliwa 17 l/100 km.
Masa własna 1505 kg (wersja podstawowa) lub 1405 kg (wersja Superleggera – wł. „superlekka”). Prędkość maksymalna wynosi 315 km/h, a do 100 km/h auto przyspiesza w zależności od wersji od 3,8 do 4,3 s. Cena samochodu w wersji podstawowej wynosi ok. 145 180 Euro (w USA 165 000 $). Gallardo LP560-4, po raz pierwszy pokazaną na genewskim auto salonie. Wyposażono go nowy silnik konstrukcji Lamborghini czyli dziesięciocylindrową widlastą jednostkę z bezpośrednim wtryskiem (FSI) o pojemności 5,2 l. Motor ten generuje 560 KM. Ponadto zaoszczędzono kolejne 20 kg na masie pojazdu, przez co wynosi ona już tylko 1330 kg. Ceny Gallardo LP560-4 rozpoczynają się od ok. 195 250 Euro (w USA 222 000 $). Osiągi: maksymalna prędkość w granicach 325 km/h i pierwsza setka na liczniku po 3,7 s. Najmocniejszą i najszybszą odmianą Gallardo jest wersja LP570-4 Squadra Corse napędzana 5,2-litrowym silnikiem V10 o mocy 570 KM. Do 100 km/h rozpędza się w 3,4 s, a prędkość maksymalna wynosi 320 km/h. W 2012 roku auto przeszło drugi i ostatni facelifting. Zmieniono przedni i tylny zderzak. Reszta to drobne korekty stylistyczne. Silnik pozostał ten sam. 
Ostatni egzemplarz Gallardo - model LP 570-4 Spyder Performante polakierowany na czerwony kolor Rosso Mars zjechał z linii montażowej 25 listopada 2013 roku. W sumie - przez 10 lat produkcji - powstały 14 022 egzemplarze Gallardo. Przez okres trwania produkcji klienci mieli do wyboru aż 32 warianty – auto trafiło do oficjalnej sieci sprzedaży w 45 krajach świata. W ciągu 50 lat istnienia Lamborghini wyprodukowało przeszło 30 tys. samochodów z czego prawie połowę stanowiły modele serii Gallardo.
Był to model Lamborghini wyprodukowany w największej liczbie egzemplarzy (14 022).

### Gallardo 5.0
Lamborghini Gallardo 5.0 – podstawowa wersja samochodu. Była produkowana w latach 2003-2008. Model ten był dostępny w dwóch wersjach nadwozia; coupé i kabriolet. Jest napędzany silnikiem V10 w dwóch wariantach mocy - 500 KM i 520 KM.

### Gallardo SE
Lamborghini Gallardo SE - limitowana edycja zwykłego Gallardo, która powstała w nakładzie 250 egzemplarzy. Nieoficjalnie po raz pierwszy został zaprezentowany podczas pokazu w USA w lipcu 2005 roku. Oficjalnie pokazano ten model na Frankfurt Motor Show we wrześniu tego samego roku. Najbardziej widocznym elementem jest dwukolorowe nadwozie. Silnik pozostał ten sam, jednak producenci zwiększyli jego moc do 520 KM. Do setki sprint zajmował mu 4 sekundy, a maksymalnie mógł pojechać 315 km/h.

### Gallardo Spyder (2005-2007)
Była to wersja zwykłego samochodu. Różnił ją tylko opuszczany dach. W programie Top Gear testował go Jeremy Clarkson. Uznał on, że jazda wersją z otwartym nadwoziem daje dużo więcej frajdy niż zwykłym Gallardo.

### Gallardo Nera
Lamborghini Gallardo Nera charakteryzował się bardzo głębokim czarnym kolorem. Nadwozie można było kupić w kolorach Nero Serapis i Nero Noctis. Wnętrze jest w tonacji czarno-białej. Silnik pozostał ten sam. Była to najkrócej produkowana wersja Gallardo. powstało tylko 185 sztuk. a jego cena wynosiła około 165 000 euro.

### Gallardo Superleggera
Była to jedna z ostatnich wersji Lamborghini Gallardo przed faceliftingiem. Jednak bardzo wyjątkowa. Waga samochodu została zmniejszona o 100 kg. Moc została zwiększona do 530 KM. Przyspieszenie do setki zajmuje w tym aucie 3,6 sekundy. Prędkość maksymalna to 315 km/h. Pojazd produkowano w 4 wersjach kolorystycznych: Midas Yellow, Borealis Orange, Telesto Gray i Noctis Black.

### Gallardo LP560-4 i LP560-4 Spyder
W 2008 roku Lamborghini Gallardo przeszło facelifting. Wszystko było nowe. Nadwozie, wydech oraz silnik. Osiągi się poprawiły i także prędkość maksymalna wynosiła o 10 km/h więcej niż w pierwszej odsłonie. Silnik to już nie 5 litrowe V10, a powiększone o 0,2 litra (5204 cm³) V10 o mocy 552 KM i prędkości maksymalnej 325 km/h. Wersja z otwartym nadwoziem pojawiła się 8 miesięcy po zaprezentowaniu samochodu z twardym dachem.

### Gallardo LP550-2 Valentino Balboni
Samochód jest hołdem dla legendarnego kierowcy testowego Lamborghini Valentino Balboniego. Zrezygnowano z napędu AWD. Samochód ma tradycyjny napęd na tył, manualną 6-biegową skrzynię oraz jest lżejszy od LP560-4. Silnik 5,2 litra V10 o mocy 542 KM rozpędzi pojazd do setki w 3,9 sekundy. Maksymalna prędkość to 320 km/h. Gallardo Balboni zostało autem roku 2009 programu motoryzacyjnego Top Gear. Pojazd wyróżnia się biało-złotym paskiem na karoserii pojazdu.

### Gallardo LP570-4 Superleggera
Jest to nowa wersja starej Superleggery z mocniejszym silnikiem i większą prędkością maksymalną. Silnik to 5,2  V10 ma moc 562 KM. Waży także 100 kg mniej od standardowego LP560-4. Konstruktorzy umieścili prototyp w tunelu aerodynamicznym by wyciągnąć z auta maksimum możliwości. Przeprojektowano przedni i tylny zderzak, progi, tylny dyfuzor. Na klapie silnika umieścili mały spojler. Duży, który jest widoczny na zdjęciach to opcja. Szyba tylna i szyby boczne są z poliwęglanu by jak najmocniej odchudzić pojazd. Prędkość maksymalna wynosi 323  km/h.

### Gallardo LP570-4 Performante
Jest to Gallardo LP570-4 Superleggera bez dachu. Waży 65 kg mniej od zwykłej wersji Spyder. Fotele są z włókna węglowego i wykończone alcantarą. W wyposażeniu są także elektryczne szyby i klimatyzacja, które zwykle znikają w lżejszych wersjach samochodów. Silnik jest ten sam co w wersji LP570-4 Superleggera. To V10 o pojemności 5204 cm³ i mocy 562 KM. Maksymalnie może pojechać 324 km/h.

### Gallardo LP570-4 Squadra Corse
Jest to jedna z ostatnich wersji Gallardo. Model LP570-4 Squadra Corse ma być drogowym odpowiednikiem Gallardo Super Trofeo, biorących udział w serii Lamborghini Blancpain Super Trofeo. To najlżejsze drogowe Gallardo. Waży 1340 kg. Tylny spoiler i pokrywa silnika są wykonane z kompozytów węglowych. Na nadwoziu pojawia się czarny kolor oraz kolorowe paski. Wnętrze jest obszyte lekkimi materiałami. Premiera odbyła się we wrześniu 2013 roku na salonie we Frankfurcie. Klienci mogą wybrać kolor zacisków hamulcowych - czerwień, czarny lub żółty - oraz kolor nadwozia. Do wyboru jest Giallo Midas (żółty), Bianco Monocerus (biały), Grigio Thalasso (szary) and Rosso Mars (czerwony). Cena tego modelu to 191 100 euro.

### Produkcja i wersje
1. Gallardo 5.0                   (od 2003 do 2008)
2. Gallardo SE                    (2005) wersja limitowana do 250 szt.
3. Gallardo Spyder                (od 2005 do 2007)
4. Gallardo Nera                  (2007) wersja limitowana do 185 szt.
5. Gallardo Superleggera (od 2007 do 2008)
6. Gallardo LP560-4               (2008-2013)
7. Gallardo LP560-4 Spyder        (2008-2013)
8. Gallardo LP550-2 Balboni       (2009-2010) wersja limitowana do 250 szt.
9. Gallardo LP570-4 Superleggera  (2010-2013)
10. Gallardo LP570-4 Performante   (2011–2013)
11. Gallardo LP570-4 Squadra Corse (2013)[12]

### Dane techniczne
| Wersja             | Silnik:                    | Układ zasilania:   | Średnica × skok tłoka: | St. sprężania:     | Moc maksymalna:                    | Maks. moment obrotowy      | 0-100 km/h:        | V-max:             |
| Silniki benzynowe: | Silniki benzynowe:         | Silniki benzynowe: | Silniki benzynowe:     | Silniki benzynowe: | Silniki benzynowe:                 | Silniki benzynowe:         | Silniki benzynowe: | Silniki benzynowe: |
| ------------------ | -------------------------- | ------------------ | ---------------------- | ------------------ | ---------------------------------- | -------------------------- | ------------------ | ------------------ |
| Gallardo           | V10 5,0 l (4961 cm³), DOHC | wtrysk             | 82,50 mm × 92,80 mm    | 11,0:1             | 500 KM (368 kW) przy 7800 obr./min | 510 N•m przy 4500 obr./min | 4,2 s              | 309 km/h           |
| Gallardo SE        | V10 5,0 l (4961 cm³), DOHC | wtrysk             | 82,50 mm × 92,80 mm    | 11,0:1             | 520 KM (383 kW) przy 8000 obr./min | 510 N•m przy 4500 obr./min | 3,95 s             | 315 km/h           |
| Gallardo LP560-4   | V10 5,2 l (5204 cm³), DOHC | wtrysk bezpośredni | 84,50 mm × 92,80 mm    | 12,5:1             | 552 KM (412 kW) przy 8000 obr./min | 540 N•m przy 6500 obr./min | 3,7 s              | 325 km/h           |
| Gallardo LP550-2   | V10 5,2 l (5204 cm³), DOHC | wtrysk bezpośredni | 84,50 mm × 92,80 mm    | 12,5:1             | 542 KM (404 kW) przy 8000 obr./min | 540 N•m przy 6500 obr./min | 3,9 s              | 320 km/h           |
| Gallardo LP570-4   | V10 5,2 l (5204 cm³), DOHC | wtrysk bezpośredni | 84,50 mm × 92,80 mm    | 12,5:1             | 562 KM (419 kW) przy 8000 obr./min | 540 N•m przy 6500 obr./min | 3,4 s              | 325 km/h           |